# Maria Pitillo
Maria Pitillo (Elmira, 8 gennaio 1966) è un'attrice statunitense.

## Biografia
Nata ad Elmira, nello stato di New York, e cresciuta però a Mahwah, nel New Jersey, in una famiglia d'origini italiane ed irlandesi, una delle sue interpretazioni più note è il ruolo di Audrey Timmonds in Godzilla, e l'attrice è apparsa anche nella serie tv Providence. È sposata dal 2002 con David R. Fortney, da cui ha avuto la figlia Eva Jean. Si è ritirata dalle scene nel 2008.

## Filmografia

### Cinema
- Mafia kid (Spike of Bensonhurst), regia di Paul Morrissey (1988)
- She-Devil - Lei, il diavolo (She-Devil), regia di Susan Seidelman (1989)
- Calda emozione (White Palace), regia di Luis Mandoki (1990)
- Charlot (Chaplin), regia di Richard Attenborough (1992)
- Una vita al massimo (True Romance), regia di Tony Scott (1993)
- Assassini nati - Natural Born Killers (Natural Born Killers), regia di Oliver Stone (1994)
- Frank & Jesse (Frank and Jesse), regia di Robert Boris (1995)
- Mariti imperfetti (Bye Bye Love), regia di Sam Weisman (1995)
- Strani miracoli (Dear God), regia di Garry Marshall (1996)
- Something to Believe In, regia di John Hough (1998)
- Godzilla, regia di Roland Emmerich (1998)
- Dirk and Betty, regia di Paul Gordon e Robert Bauer (2000)
- After Sex, regia di Cameron Thor (2000)

### Televisione
- Miami Vice – serie TV, episodio 5x13 (1989)
- The Lost Capone – film TV (1990)
- Middle Ages – serie TV (1992)
- Cooperstown – film TV (1993)
- South of Sunset – serie TV, 7 episodi (1993)
- Un nemico in casa – film TV (1995)
- Between Love & Honor – film TV (1995)
- Partners – serie TV (1995-1996)
- In the Loop – serie TV (1998)
- House Rules – serie TV, 7 episodi (1998)
- Ally McBeal – serie TV, 1 episodio (1999)
- Will & Grace – serie TV, episodio 3x06 (2000)
- The Christmas Secret – film TV (2000)
- Providence – serie TV (2001-2002)
- Friends – serie TV, 1 episodio (2003)
- The Angriest Man in Suburbia – film TV (2006)